# Madagaskardaggecko
Madagaskardaggecko (Phelsuma madagascariensis) är en ödleart från Madagaskar som beskrevs av Gray, 1831. Madagaskardaggecko ingår i släktet Phelsuma, och familjen geckoödlor. IUCN kategoriserar arten globalt som livskraftig.
Madagaskardaggecko är vitt spridd på östra Madagaskar, där den främst lever i kustnära och låglänta områden. Arten förekommer i många olika habitat, från skogar till jordbruksområden med plantager och nära bebyggelse. Den finns både i fuktig och torrare skog, utom i områden som ligger högre än 800 meter över havet, där den är begränsad till regnskog. Som högst förekommer den på cirka 1 000 meters höjd över havet. 
Arten blir med svans upp till 24 cm lång. Individerna blir könsmogna vid en längd av 10 cm (utan svans) och när de är cirka 12 månader gamla. Honornas kroppsfärg är inte lika intensiv som hannarnas färg. Exemplar i terrarium matas vanligen med insekter och ibland med frukter.

## Underarter
Arten delas in i följande underarter:
- P. m. madagascariensis (Gray, 1831)
- P. m. boehmei (Meier, 1982)

Två tidigare underarter, P. m. kochi och P. m. grandis, gavs status som egna arter av Raxworthy et al. (2009), en indelning som stödjs av senare genetiska analyser (Rocha et al. 2010).